# Dryadella osmariniana
Dryadella osmariniana är en orkidéart som först beskrevs av Pedro Ivo Soares Braga, och fick sitt nu gällande namn av Leslie Andrew Garay och Galfrid Clement Keyworth Dunsterville. Dryadella osmariniana ingår i släktet Dryadella och familjen orkidéer. Inga underarter finns listade i Catalogue of Life.